# JAR (định dạng tập tin)
JAR (Java ARchive) là một định dạng tập tin gói thường được dùng để tổng hợp nhiều tập tin lớp Java, siêu dữ liệu và tài nguyên liên quan (văn bản, ảnh,...) thành một tập tin để phân phối.
Các tập tin JAR là tập tin lưu trữ bao gồm tập tin manifest dành riêng cho Java. Chúng được xây dựng dựa trên định dạng ZIP và thường có một phần mở rộng tên tập tin .jar.